# Киллдир, Фиби
Фиби Киллдир (фр. Phoebe Killdeer; род. 1977, Антиб) — французская певица и музыкант. Вокалистка группы Phoebe Killdeer & the Short Straws, одна из участниц музыкального коллектива Nouvelle Vague.

## Биография
Фиби родилась и выросла во Франции, в семье австралийцев. В детстве занималась танцами, что определило её желание создавать собственную музыку. С раннего возраста увлекалась творчеством Тома Уэйтса, Art of Noise, Имы Сумак, Ника Кейва и т. д. Стала известна публике в 2004 году, став одной из вокалисток коллектива Nouvelle Vague. Фиби участвовала в записи второго альбома группы, «Bande à Part», а также в течение трёх лет гастролировала с коллективом по всему миру. До этого Киллдир сотрудничала с такими заметными электронными музыкантами, как Zero dB (композиция «Sunshine Lazy») и Basement Jaxx (композиция «Tonight», альбом Kish Kash).
В 2008 году Фиби Киллдир в составе Phoebe Killdeer & the Short Straws записала первый альбом «Weather’s Coming».

## Дискография
- 2008 — Weather’s Coming
- 2011 — Innerquake
- 2016 — The Piano's Playing the Devil's Tune